# Rebecca Walker

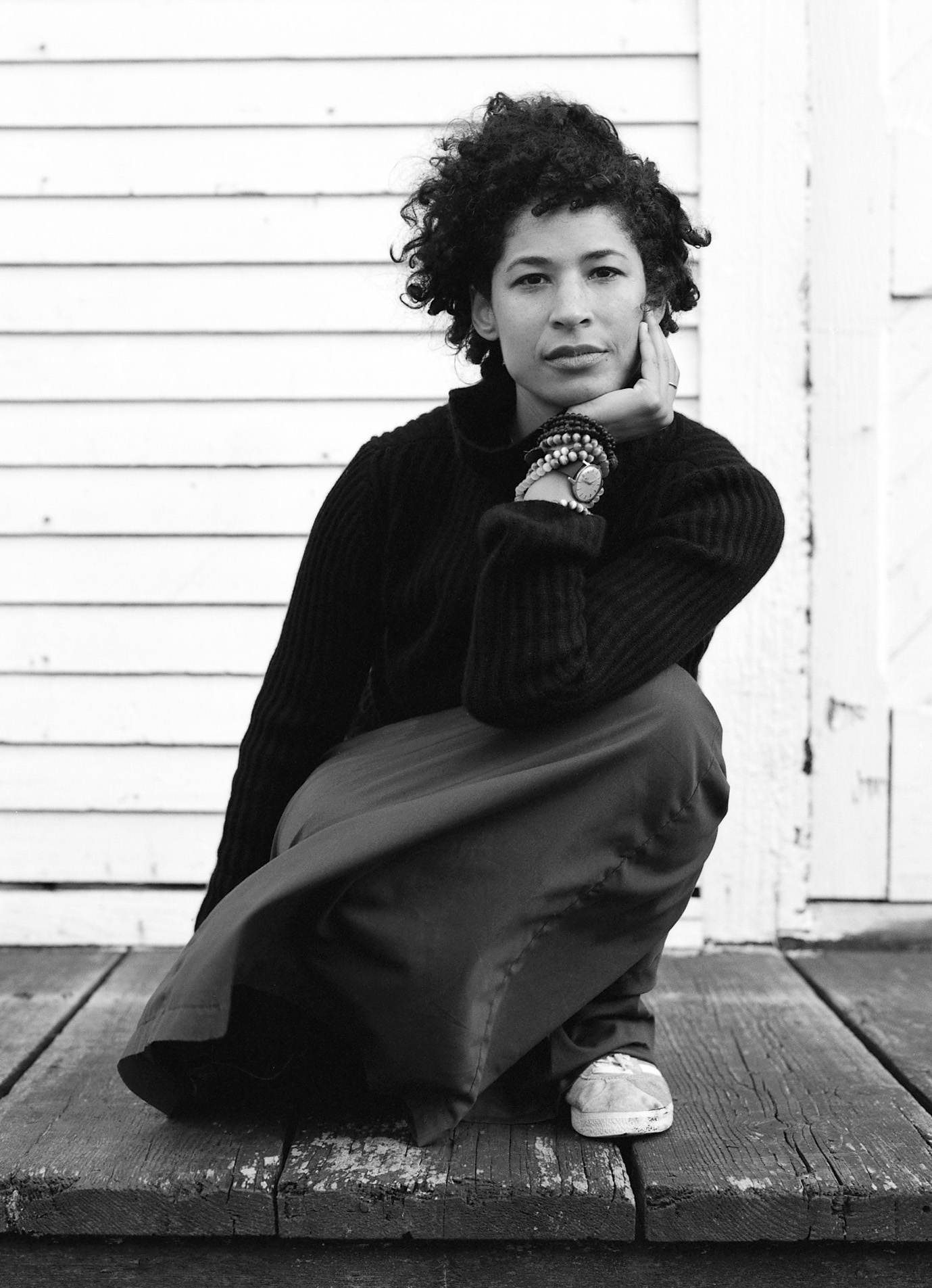
Rebecca Walker (Photo David Fenton), 2003

Rebecca Walker (* 17. November 1969 in Jackson, Mississippi) ist eine US-amerikanische Schriftstellerin, politische Aktivistin und Verlegerin.

## Leben
Walker, geborene Rebecca Leventhal ist Tochter der afroamerikanischen Feministin Alice Walker, Autorin des später verfilmten Romans „Die Farbe Lila“, und des jüdisch-amerikanischen Anwalts Melvyn Leventhal. Nach der Scheidung ihrer Eltern lebte sie zeitweilig bei ihrer Mutter und zeitweilig bei ihrem Vater, und mit 18 Jahren nahm sie den Namen ihrer Mutter an. Sie graduierte 1992 cum laude von der Yale University.
Seit 1989 ist sie Mitherausgeberin und Autorin der Zeitschrift Ms. 1999 gründete sie zusammen mit Shannon Liss die Third Wave Action Foundation. Der Begriff des third-wave feminism wird auf Walker zurückgeführt. Die Anhänger dieser Bewegung, die sogenannten Third Wavers, verstehen sich der Geschlechtergerechtigkeit, Rassengerechtigkeit, der wirtschaftlichen und der ökonomischen Gerechtigkeit verpflichtet („working towards gender, racial, economic, and social justice“).
Walker ist Autorin zahlreicher Artikel verschiedener Zeitschriften, sie hatte Auftritte bei CNN und MTV, und über sie wurde in Veröffentlichungen in Zeitungen und Zeitschriften berichtet. Sie erhielt zahlreiche Auszeichnungen für ihre Arbeit, so den Women of Distinction Award der National Association of University Women, den Feminist of the Year Preis des Fund for the Feminist Majority, den Paz Y Justicia Preis der Vanguard Foundation, den Intrepid Award der National Organization for Women, den Champion of Choice Preis der California Abortion Rights Action League und den Women Who Could Be President Award der League of Women Voters.
Time Magazine bezeichnete sie als eine der 50 zukünftigen „leaders of America“.
2019 wurde Walker in die Anthologie New Daughters of Africa von Margaret Busby aufgenommen.
Als Schauspielerin war sie in einer Nebenrolle (als March) im Film Mit aller Macht von 1998 zu sehen.